# Melaleuca pallescens
Melaleuca pallescens är en myrtenväxtart som beskrevs av Norman Brice Byrnes. Melaleuca pallescens ingår i släktet Melaleuca och familjen myrtenväxter. Inga underarter finns listade i Catalogue of Life.